# Юдов Василь Михайлович
Василь Михайлович Юдов (* 8 липня 1965, с. Іллічівка Братського району Миколаївської області) — український письменник, поет-сатирик, гуморист, художник, громадський діяч, педагог.

## Біографія
Народився 8 липня 1965 року в с. Іллічівка (колишня Іванівка, в 2016 році селу повернули його історичну назву) Братського району Миколаївської області. Закінчив Харківське художнє училище, факультет живопису.
У 1985 році почав писати свої перші твори, коли працював кореспондентом багатотиражної газети на авіаційному заводі Комсомольська-на-Амурі. Там він відвідував літоб'єднання міста. Повернувшись в Україну 1988 року став членом літературних об'єднань в Харкові та Первомайську Миколаївської області.
У 1998 році — дописувач в газеті «Прибузький комунар» (м. Первомайськ) і «Нове життя» (Арбузинська районна газета).
З 1989 по 1991 рік працює в м. Кишиневі дизайнером Дзеркальної фабрики.
У 1992 — співавтор районного альманаху «Маркова Нива», повість «Бізнесмен» у районній газеті, перші книжки: авторська «Казки літнього саду» і співавторська з математиком І.Кірішко «Країна Драконів». Засновник перших регіональних газет «Вісник», «Золотий сфінкс», «Козацькі брехні».
Протягом 1992–2003 років працював вчителем малювання та креслення в Новогригорівській школі (Арбузинський район Миколаївської області).
У 2003–2010 роках працював в Арбузинській райдержадміністрації. У той час став лауреатом II премії Всеукраїнського конкурсу творів для дітей «Лис Микита», дипломантом 1 Всеукраїнського конкурсу «Усмішки Глазового», вийшла збірка сатиричних віршів «Зорі П-резидентів», Гран-Прі міжнародного конкурсу «Гоголь-фентезі ім. Рудого Панька» за казку «Галалай».
В 2011 році став лауреатом першої, а в 2012 — другої премії міжрегіонального конкурсу «Грицева шкільна наука» в Тернопільській області.
Тричі обраний депутатом районної ради 4,5,6 скликань.
Член літературного об'єднання «Соняшник».

## Відзнаки
- Гран-Прі міжнародного літературного конкурсу «Гоголь-фэнтези» 2010 імені Рудого Панька.
- Дипломант Всеукраїнського конкурсу «Усмішки Павла Глазового»
- Лауреат I міжрегіонального конкурсу «Грицева шкільна наука» і II конкурсу «Казки для дітей Лис Микита»[1].
- Посів друге місце на літературному конкурсі «РУКОМЕСЛО» у Львові.

## Список творів
- КАЗКИ ЛІТНЬОГО САДУ
- ЗОЛОТА Черешня
- БІМ — БОМ
- ЯБЛУЧКО, У ЯКОГО БУЛО ІМ'Я АЧ-ЯКЕ
- МАЛИНОВИЙ ДРАКОН
- БУЦІМТО ЛЮЛЬКА МИРУ
- ДУХ ЛІТА
- СІК ВИШНІ
- КРИЛАТІ ПІДКОВИ
- КОЛЮЧЕ СЕРЦЕ
- ПО ФЕН-ШУЮ